# Stanisław Bajda
Stanisław Bajda (ur. 21 stycznia 1944 w Reczpolu) – polski urzędnik państwowy, wicewojewoda (1994–1995) i wojewoda (1995–1997) przemyski. 

## Życiorys
Syn Jana. Ukończył studia na Akademii Rolniczej w Lublinie z tytułem inżyniera zootechnika. Był wiceprezesem Wojewódzkiego Komitetu Zjednoczonego Stronnictwa Ludowego w Przemyślu. W latach 1984–1989 był radnym Wojewódzkiej Rady Narodowej w Przemyślu, a od 1989 członkiem jej prezydium. 
1 lutego 1994 został powołany na stanowisko wicewojewody przemyskiego. 11 kwietnia 1995 został powołany na stanowisko wojewody przemyskiego z ramienia Polskiego Stronnictwa Ludowego, które to stanowisko sprawował do 19 grudnia 1997. Jego zastępcą na stanowisku wicewojewody został Jerzy Marcinko. W 2002 bez powodzenia kandydował do sejmiku podkarpackiego.

## Odznaczenia
- Krzyż Oficerski Orderu Odrodzenia Polski (1999)[4].